# Frederico Guilherme Lorena
Frederico Guilherme Lorena ( – 1 de junho de 1894) foi um militar brasileiro.
Foi nomeado primeiro comandante do cruzador Almirante Tamandaré em 1890, sendo um dos líderes revoltosos da Revolta da Armada de 1893, sendo posteriormente considerado um desertor pela Marinha do Brasil. Com a instalação em 14 de outubro de 1893 de um Governo Federal paralelo e provisório, com capital na cidade de Nossa Senhora do Desterro (atualmente Florianópolis), foi nomeado seu chefe, cujo poder foi conferido pelo chefe da Armada Brasileira, Custódio José de Mello, líder da Revolta da Armada.
Localizado pelas forças republicanas brasileiras em Montevidéu, foi preso e executado a mando do coronel Antônio Moreira César, junto a seus sobrinhos, o 1º tenente Delfino Lorena e o guarda-marinha Pedro Lorena. Foi morto em 1 de junho de 1894, a tiros de fuzil Comblain, na Fortaleza de Santa Cruz de Anhatomirim.